# Pušmucovas pagasts
Pušmucovas pagasts er en territorial enhed i Ciblas novads i Letland. Pagasten etableredes i 1945, havde 633 indbyggere i 2010 og omfatter et areal på 72,50 kvadratkilometer. Hovedbyen i pagasten er Pušmucova.